# Даниел Нестор
Даниел Нестор (на сръбски: Данијел Нестор или Danijel Nestor) е професионален тенисист от Канада, роден на 4 септември 1972 г. в Белград, СР Сърбия, СФР Югославия.
Нестор е професионален тенисист от 1991 г. Играч на двойки.
През годините е печелил поне по една титла от всеки един турнир от големия шлем.